# Gastineau Channel
Der Gastineau Channel ist eine etwa 30 Kilometer lange Meerenge im Panhandle von Alaska. Sie liegt zwischen dem Festland bei Juneau und Douglas Island im Alexanderarchipel.
Am nördlichen Ende des Gastineau Channels liegt der Flughafen von Juneau im vom Mendenhall-Gletscher geformten Mendenhall Valley. Eine Brücke über den Gastineau Channel verbindet Juneau mit West Juneau, dem ehemaligen Douglas, auf der Douglas-Insel.
Von größeren Schiffen befahrbar ist nur der südliche Teil der Meerenge bis zur Brücke. Die Folgen der globalen Erwärmung führen jedoch dazu, dass die Schiffbarkeit der Meerenge abnimmt. Das Abschmelzen der umliegenden Gletscher und die damit verbundene Entlastung der Landmasse um Millionen Tonnen Gletschergewicht führt zu einer Anhebung des Lands, die schneller als das Ansteigen des Meeresspiegels vonstattengeht. Schwemmstoffe aus den Gletschern füllen zudem die Meerenge auf. Bei Ebbe gleicht der Gastineau Channel einem Wattenmeer.
Benannt wurde die Meerenge vermutlich nach John Gastineau (1820–1885), einem englischen Bauingenieur und Landvermesser.

## Einzelnachweise

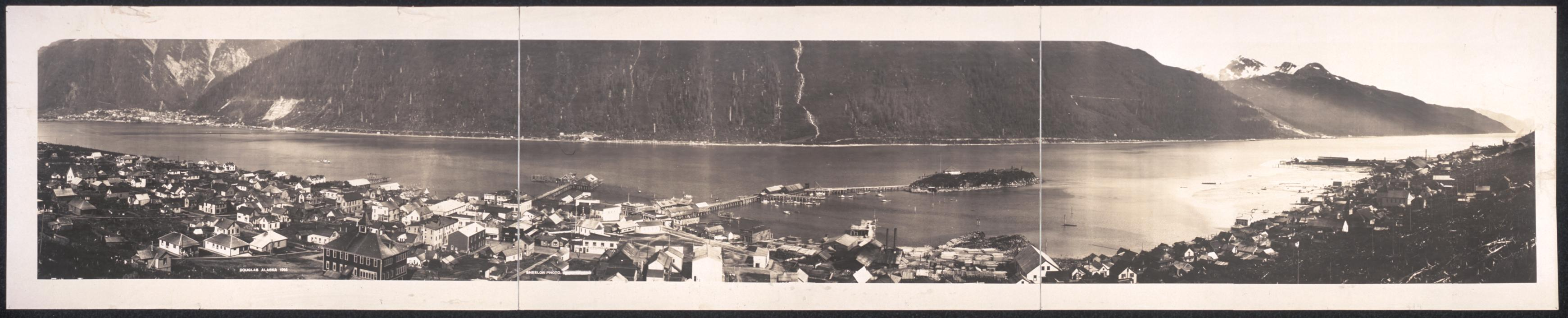
Panoramaaufnahme von Douglas (1914), dem heutigen West Juneau